# Wiktor Głazunow
Wiktor Głazunow est un céiste polonais pratiquant la course en ligne.

## Palmarès

### Championnats du monde
- 2015 à Milan (Italie)
  -  Médaille d'argent en C-2 500 m
- 2017 à Račice (République Tchèque)
  -  Médaille d'argent en C-4 1000 m

### Championnats d'Europe
- 2017 à Plovdiv (Bulgarie)
  -  Médaille d'or en C-4 1000 m
- 2018 à Belgrade (Serbie)
  -  Médaille de bronze en C-4 500 m

### Championnats d'Europe de course en ligne
- 2011 à Saint-Jean-de-Losne (France)
  -  Médaille d'or en C-1 junior